# Правовой статус самоубийства

Правовой статус самоубийства по странам
Самоубийство и ассистированный суицид незаконны
Самоубийство законно, ассистированный суицид незаконен
Самоубийство и ассистированный суицид законны

В некоторых странах мира самоубийство является преступлением. Однако, несмотря на то, что во многих западных странах самоубийство было декриминализовано, этот акт стигматизируется и не поощряется, а в ряде стран лицо, совершившее попытку самоубийства, может быть недобровольно госпитализировано в психиатрический стационар.
В культуре таких стран, как Древний Рим, средневековая Япония или китайский Тибет суицид рассматривался как выражение решительного несогласия с происходящей тиранией или несправедливостью. Считалось, что, совершая самоубийство, человек обретёт свободу и покажет свою мужественность перед богами.
Хотя человек, умерший в результате самоубийства, находится вне досягаемости закона, всё же могут возникнуть правовые последствия в отношении обращения с трупом, судьбы имущества человека или членов его семьи. Связанные с этим вопросы помощи в самоубийстве и попытки самоубийства также регулируются законодательством отдельных государств. В некоторых странах попытка самоубийства считается уголовным преступлением.

## История
В древних Афинах человек, умерший в результате самоубийства (без согласия государства), лишался почестей обычного погребения. Его хоронили в одиночестве, на окраине города, без надгробия или памятника. Уголовное постановление, изданное Людовиком XIV в 1670 году, предусматривало гораздо более суровое наказание: тело умершего волокли по улицам лицом вниз, затем вешали или бросали на мусорную кучу. Кроме того, всё имущество человека подлежало конфискации.
Закон «О захоронении самоубийц» от 1823 года отменил в Англии требование хоронить самоубийц на перекрёстках дорог.

## Ассистированный суицид
Во многих юрисдикциях преступлением считается прямое или косвенное содействие другим людям в лишении их жизни. В некоторых странах также запрещено побуждать людей к совершению суицида. В отдельных случаях исключение делается для ассистированного врачом суицида, при соблюдении строгих условий.

## Законодательство в отдельных странах (таблица)
В приведённой таблице рассматриваются вопросы уголовного права, имеющие отношение к самоубийству и попыткам самоубийства. Вопросы административного законодательства, в ряде стран предусматривающего недобровольную психиатрическую госпитализацию лиц, совершивших попытку самоубийства, в данной таблице не рассматриваются (см. по этому поводу раздел «Самоубийство и психиатрия» статьи «Самоубийство» и статью «Недобровольная госпитализация в психиатрии»).

### Африка
| Страна/регион         | Законность   | Законность                    | Законность             | Наказание | Примечания   |
| Страна/регион         | Самоубийство | Ассистированный врачом суицид | Добровольная эвтаназия | Наказание | Примечания   |
| --------------------- | ------------ | ----------------------------- | ---------------------- | --- | ------------ |
| Алжир                 | Неизвестно   | Неизвестно                    | Неизвестно             | Неизвестно |              |
| Ангола                | Законно      | Незаконно                     | Незаконно              | Статья 141. (Подстрекательство или помощь в убийстве) 1. Тот, кто подстрекает другое лицо к совершению самоубийства, и оно совершает его или фактически пытается совершить, наказывается лишением свободы на срок до 3 лет. 2. Лицо, которое в тех же обстоятельствах ограничено в оказании помощи лицу, решившему совершить самоубийство, наказывается лишением свободы на срок до 2 лет или арестом до 240 дней. | [ 6 ]        |
| Ботсвана              | Законно      | Незаконно                     | Незаконно              | Статья 207. Пакты о самоубийстве (1) Непредумышленное убийство не является убийством, если лицо, действующее во исполнение заключенного между ним и другим лицом пакта о самоубийстве, убивает другого или является участником того, что другой убивает себя или убит третьим лицом. (2) Если доказано, что лицо, обвиняемое в убийстве другого лица, убило его или было участником его самоубийства или убийства, защита должна доказать, что обвиняемое лицо действовало в соответствии с пактом о самоубийстве между ним и другим лицом. (3) В данном разделе «пакт о самоубийстве» означает общее соглашение между двумя или более лицами, целью которого является смерть каждого из них, независимо от того, собирается ли каждый из них покончить с собой или нет, но ничто, сделанное лицом, заключившим пакт о самоубийстве, не должно рассматриваться как сделанное им во исполнение пакта, если только оно не сделано в тот момент, когда у него было твердое намерение умереть. Статья 222. Пособничество самоубийству Лицо, которое (a) подстрекает другого к самоубийству; (b) советует другому покончить с собой и тем самым побуждает его к этому; или (c) помогает другому совершить самоубийство, виновно в преступлении и подлежит пожизненному лишению свободы.                                                                                          | [ 7 ]        |
| Бурунди               | Неизвестно   | Неизвестно                    | Неизвестно             | Неизвестно |              |
| Камерун               | Законно      | Незаконно                     | Незаконно              | Статья 275. Убийство Лицо, причинившее смерть другому, наказывается пожизненным лишением свободы. | [ 8 ]        |
| Кабо-Верде            | Неизвестно   | Неизвестно                    | Неизвестно             | Неизвестно |              |
| ЦАР                   | Неизвестно   | Неизвестно                    | Неизвестно             | Неизвестно |              |
| Коморы                | Неизвестно   | Неизвестно                    | Неизвестно             | Неизвестно |              |
| Египет                | Законно      | Незаконно                     | Незаконно              | Статья 47 Преступления, за совершение которых покушение подлежит наказанию, а также наказание за это покушение должны быть законодательно определены. | [ 9 ] [ 10 ] |
| Экваториальная Гвинея | Неизвестно   | Неизвестно                    | Неизвестно             | Неизвестно |              |
| Эритрея               | Законно      | Незаконно                     | Незаконно              | Статья 280. Помощь в самоубийстве (1) Лицо, которое из корыстных или низменных побуждений намеренно помогает, консультирует или подстрекает другое лицо к совершению самоубийства, в случае попытки самоубийства виновно в пособничестве самоубийству, что является тяжким преступлением класса 9 и наказывается лишением свободы на определенный срок не менее 1 года и не более 3 лет. (2) Если смерть наступила в результате действий лица, предусмотренных подстатьей (1), или знавшего, что лицо, пытающееся совершить самоубийство, является частично или полностью невменяемым, больным или несовершеннолетним, оно виновно в содействии самоубийству, что является тяжким преступлением класса 8 и наказывается лишением свободы на определенный срок - не менее 3 лет и не более 5 лет. | [ 11 ]       |
| Эсватини              | Неизвестно   | Неизвестно                    | Неизвестно             | Неизвестно |              |
| Эфиопия               | Законно      | Незаконно                     | Незаконно              | Статья 542. Подстрекательство или пособничество другому лицу в совершении самоубийства (1) Лицо, подстрекающее другого к совершению самоубийства или помогающее ему в этом, наказывается простым тюремным заключением при попытке самоубийства и строгим тюремным заключением на срок не более пяти лет при его совершении. (2) Если лицо, которое подстрекают или помогают совершить самоубийство, не достигло совершеннолетия или не дееспособно из-за психического заболевания или дряхлости, наказание, которое должно быть назначено подстрекателю или помощнику, - это строгое лишение свободы на срок не более пяти лет, если была совершена попытка самоубийства, и строгое лишение свободы на срок не более десяти лет, если самоубийство было совершено. |              |
| Габон                 | Неизвестно   | Неизвестно                    | Неизвестно             | Неизвестно |              |
| Гамбия                | Незаконно    | Незаконно                     | Незаконно              | Неизвестно | [ 12 ]       |
| Гана                  | Незаконно    | Незаконно                     | Незаконно              | Раздел 57. Пособничество самоубийству. Попытка самоубийства. (1) Лицо, пособничающее совершению самоубийства любым лицом, независимо от того, совершено ли самоубийство, подлежит наказанию в преступлении первой степени. (2) Лицо, пытающееся совершить самоубийство, виновно в мелком правонарушении. | [ 13 ]       |
| Гвинея-Бисау          | Законно      | Неизвестно                    | Неизвестно             | Неизвестно |              |
| Кения                 | Незаконно    | Незаконно                     | Незаконно              | Статья 209. Пакты о самоубийстве (1) Непредумышленное убийство не является убийством, если лицо, действующее во исполнение заключенного между ним и другим лицом пакта о самоубийстве, убивает другого или является участником того, что другой убивает себя или убит третьим лицом. (2) Если доказано, что лицо, обвиняемое в убийстве другого лица, убило его или было участником его самоубийства или убийства, защита должна доказать, что обвиняемое лицо действовало в соответствии с пактом о самоубийстве между ним и другим лицом. (3) В данном разделе «пакт о самоубийстве» означает общее соглашение между двумя или более лицами, целью которого является смерть каждого из них, независимо от того, будет ли каждый из них лишать себя жизни. Однако ничто, совершенное лицом, заключившим пакт о самоубийстве, не должно рассматриваться как совершенное им во исполнение пакта, если только оно не совершено при наличии у него твердого намерения умереть. Статья 225. Пособничество самоубийству Лицо, которое (a) подстрекает другого к самоубийству; или (b) советует другому покончить с собой и тем самым побуждает его к этому; или (c) помогает другому совершить самоубийство, виновен в преступлении и подлежит пожизненному тюремному заключению. Статья 226. Попытка самоубийства Лицо, пытающееся убить себя, виновно в мелком правонарушении. | [ 15 ]       |
| Лесото                | Законно      | Незаконно                     | Незаконно              | Статья 37. Консультирование и оказание помощи в самоубийстве С учетом любого действующего закона, лицо, которое (a) советует другому лицу покончить с собой и тем самым заставляет это лицо лишить себя жизни или попытаться лишить себя жизни; или (b)помогает другому лишить себя жизни, совершает преступление. |              |
| Ливия                 | Неизвестно   | Неизвестно                    | Неизвестно             | Неизвестно |              |
| Малави                | Незаконно    | Незаконно                     | Незаконно              | Статья 228. Пособничество самоубийству Лицо, которое (a) подстрекает другого к самоубийству; или (b) советует другому покончить с собой и тем самым побуждает его к этому; или (c) помогает другому совершить самоубийство, виновен в преступлении и подлежит пожизненному тюремному заключению. Статья 229. Попытка самоубийства Лицо, пытающееся покончить с собой, виновно в совершении мелкого правонарушения. |              |
| Маврикий              | Неизвестно   | Неизвестно                    | Неизвестно             | Неизвестно |              |
| Марокко               | Неизвестно   | Неизвестно                    | Неизвестно             | Неизвестно |              |
| Мозамбик              | Неизвестно   | Неизвестно                    | Неизвестно             | Неизвестно |              |
| Намибия               | Неизвестно   | Неизвестно                    | Неизвестно             | Неизвестно |              |
| Нигер                 | Неизвестно   | Неизвестно                    | Неизвестно             | Неизвестно |              |
| Нигерия               | Незаконно    | Незаконно                     | Незаконно              | Неизвестно |              |
| Республика Конго      | Неизвестно   | Неизвестно                    | Неизвестно             | Неизвестно |              |
| Руанда                | Законно      | Незаконно                     | Незаконно              | Статья 147. Самоубийство Самоубийство не подлежит наказанию. Однако лицо, которое: 1. склоняет другое лицо к совершению самоубийства; 1. помогает другому лицу совершить самоубийство; 2. провоцирует другое лицо на самоубийство путем преследования его/ее; подлежит наказанию в виде лишения свободы на срок от двух (2) лет до пяти (5) лет. |              |
| Сенегал               | Неизвестно   | Неизвестно                    | Неизвестно             | Неизвестно |              |
| Сейшельские Острова   | Неизвестно   | Неизвестно                    | Неизвестно             | Неизвестно |              |
| Сомали                | Неизвестно   | Неизвестно                    | Неизвестно             | Неизвестно |              |
| ЮАР                   | Законно      | Незаконно                     | Незаконно              | |              |
| Южный Судан           | Незаконно    | Незаконно                     | Незаконно              | Статья 213. Пособничество самоубийству С учетом положений раздела 214 настоящего Закона, лицо, побуждающее другое лицо совершить самоубийство, совершает преступление пособничества самоубийству и в случае осуждения приговаривается к тюремному заключению на срок не более десяти лет или к штрафу, или к обоим наказаниям. Статья 214. Пособничество самоубийству ребенка или невменяемого лица Лицо, пособничающее другому лицу моложе восемнадцати лет, любому невменяемому, находящемуся в бреду, идиоту или лицу в состоянии опьянения совершить самоубийство, совершает преступление и в случае осуждения приговаривается к пожизненному тюремному заключению или штрафу, или к тому и другому. Статья 215. Попытка совершения самоубийства Лицо, пытающееся или совершающее какие-либо действия, направленные на совершение самоубийства, совершает преступление и в случае признания виновным приговаривается к тюремному заключению на срок не более одного года или к штрафу, или к тому и другому. | [ 16 ]       |
| Судан                 | Незаконно    | Незаконно                     | Незаконно              | Статья 213. Пособничество самоубийству С учетом положений раздела 214 настоящего Закона, лицо, побуждающее другое лицо совершить самоубийство, совершает преступление пособничества самоубийству и в случае осуждения приговаривается к тюремному заключению на срок не более десяти лет или к штрафу, или к обоим наказаниям. Статья 215. Попытка совершения самоубийства Лицо, пытающееся или совершающее какие-либо действия, направленные на совершение самоубийства, совершает преступление и в случае признания виновным приговаривается к тюремному заключению на срок не более одного года или к штрафу, или к тому и другому. |              |
| Танзания              | Незаконно    | Незаконно                     | Незаконно              | Статья 216. Пособничество самоубийству Лицо, которое (1) подстрекает другого к самоубийству; или (2) советует другому покончить с собой и тем самым побуждает его сделать это; или (3) помогает другому совершить самоубийство, виновен в преступлении и подлежит пожизненному тюремному заключению. Статья 217. Попытка самоубийства Лицо, которое пытается покончить с собой, считается виновным в мелком правонарушении. | [ 17 ]       |
| Того                  | Неизвестно   | Неизвестно                    | Неизвестно             | Неизвестно |              |
| Тунис                 | Неизвестно   | Неизвестно                    | Неизвестно             | Неизвестно |              |
| Уганда                | Незаконно    | Незаконно                     | Незаконно              | Статья 195. Пакты о самоубийстве Непредумышленное убийство не является убийством, если лицо, действующее во исполнение заключенного между ним и другим лицом пакта о самоубийстве, совершает убийство другого лица или является одной из сторон в совершении другого самоубийства в отношении самого себя или в случае убийства третьим лицом. Статья 209. Пособничество самоубийству Лицо, которое (a) подстрекает другого к самоубийству; (b) советует другому покончить с собой и тем самым побуждает его или ее сделать это; или (c) помогает другому совершить самоубийство, совершает преступление и подлежит пожизненному лишению свободы. Статья 210. Попытка самоубийства Лицо, пытающееся покончить с собой, совершает мелкое правонарушение. | [ 18 ]       |
| САДР                  | Неизвестно   | Неизвестно                    | Неизвестно             | Неизвестно |              |
| Замбия                | Законно      | Незаконно                     | Незаконно              | Статья 200. Убийство Лицо, которое по злому умыслу причиняет смерть другому человеку в результате противоправного действия или бездействия, виновно в убийстве. | [ 19 ]       |
| Зимбабве              | Законно      | Незаконно                     | Незаконно              | Статья 50. Подстрекательство к самоубийству или помощь в самоубийстве Лицо, которое подстрекает, склоняет, помогает, консультирует, обеспечивает или предоставляет средства для самоубийства или попытки самоубийства другого лица, зная, что другое лицо намерено совершить самоубийство, или осознавая, что существует реальный риск или возможность того, что другое лицо может совершить самоубийство, виновно в подстрекательстве или пособничестве самоубийству и подлежит штрафу до четырнадцатого уровня или выше, или тюремному заключению пожизненно или на любой более короткий срок, или и штрафу, и тюремному заключению. | [ 20 ]       |

### Северная и Южная Америка
| Страна/регион                               | Законность   | Законность                    | Законность             | Наказание | Примечания    |
| Страна/регион                               | Самоубийство | Ассистированный врачом суицид | Добровольная эвтаназия | Наказание | Примечания    |
| ------------------------------------------- | ------------ | ----------------------------- | ---------------------- | --- | ------------- |
| Ангилья                                     | Законно      | Незаконно                     | Незаконно              | Статья 158. Пособничество самоубийству (1) Лицо, которое помогает, пособничает, консультирует или подготавливает самоубийство другого лица или попытку другого лица совершить самоубийство, виновно в преступлении и подлежит тюремному заключению на четырнадцать лет. Статья 159. Пакты о самоубийстве (1) Если какое-либо лицо, действующее в соответствии с заключенным между ним и другим лицом пактом о самоубийстве, убивает другое лицо или является стороной этого другого лица, то оно совершает непредумышленное убийство, а не убийство третьим лицом. | [ 21 ]        |
| Антигуа и Барбуда                           | Законно      | Незаконно                     | Незаконно              | |               |
| Аргентина                                   | Законно      | Незаконно                     | Незаконно              | | [ 22 ] [ 23 ] |
| Багамские Острова                           | Незаконно    | Незаконно                     | Незаконно              | Статья 294. Пособничество самоубийству Лицо, пытающееся совершить самоубийство, виновно в мелком правонарушении, а Лицо, пособничающее совершению самоубийства любым лицом, подлежит наказанию в виде пожизненного тюремного заключения независимо от того, было ли совершено самоубийство. | [ 24 ]        |
| Барбадос                                    | Неизвестно   | Неизвестно                    | Неизвестно             | Неизвестно |               |
| Белиз                                       | Законно      | Незаконно                     | Незаконно              | Статья 109. Пособничество самоубийству Лицо, пособничающее совершению самоубийства, независимо от того, совершено ли самоубийство, подлежит тюремному заключению на двадцать лет. | [ 25 ]        |
| Бермуды                                     | Законно      | Незаконно                     | Незаконно              | Статья 297. Пакты о самоубийстве (1) Непредумышленное убийство не является убийством, если лицо, действующее во исполнение заключенного между ним и другим лицом пакта о самоубийстве, убивает другого или является участником убийства самого себя или убийства третьим лицом. Статья 300. Пособничество самоубийству другого лица Лицо, которое подстрекает другое лицо к самоубийству; или советует другому лицу убить себя и тем самым побуждает его сделать это; или помогает другому человеку убить себя, виновен в преступлении и подлежит тюремному заключению на десять лет. | [ 26 ]        |
| Боливия                                     | Неизвестно   | Неизвестно                    | Неизвестно             | Неизвестно |               |
| Бразилия                                    | Законно      | Незаконно                     | Незаконно              | Статья 122. Склонение, подстрекательство или пособничество самоубийству Уголовный кодекс - Законодательный декрет № 2.848 от 07 декабря 1940 года Побуждать или подстрекать кого-либо к совершению самоубийства или помогать ему в этом. - Наказание - тюремное заключение, от двух до шести лет, если самоубийство совершено; или тюремное заключение, от одного до трех лет, если попытка самоубийства привела к серьезным телесным повреждениям. - Единственный пункт - Наказание удваивается: - Усиленное наказание - I - если преступление совершено из корыстных побуждений; - II - если жертва меньше или по какой-либо причине утратила способность к сопротивлению. - Детоубийство | [ 27 ] [ 28 ] |
| Виргинские Острова (Великобритания)         | Неизвестно   | Неизвестно                    | Неизвестно             | Неизвестно |               |
| Канада                                      | Законно      | Законно                       | Законно                | См. также: Самоубийства в Канаде и Эвтаназия в Канаде | [ 29 ] [ 30 ] |
| Острова Кайман                              | Законно      | Незаконно                     | Незаконно              | Статья 187. Пакты о самоубийстве (1) Непредумышленное убийство не является убийством, если лицо, действующее во исполнение заключенного между ним и другим лицом пакта о самоубийстве, убивает другого или является участником того, что другой убивает себя или убит третьим лицом. | [ 31 ]        |
| Чили                                        | Законно      | Незаконно                     | Незаконно              | | [ 32 ]        |
| Колумбия                                    | Законно      | Законно                       | Законно                | Неизвестно | [ 33 ]        |
| Коста-Рика                                  | Неизвестно   | Неизвестно                    | Неизвестно             | Неизвестно |               |
| Куба                                        | Законно      | Незаконно                     | Незаконно              | Неизвестно | [ 34 ] [ 35 ] |
| Доминиканская Республика                    | Неизвестно   | Неизвестно                    | Неизвестно             | Неизвестно |               |
| Эквадор                                     | Неизвестно   | Неизвестно                    | Неизвестно             | Неизвестно |               |
| Сальвадор                                   | Неизвестно   | Неизвестно                    | Неизвестно             | Неизвестно |               |
| Фолклендские острова                        | Неизвестно   | Неизвестно                    | Неизвестно             | Неизвестно |               |
| Гренада                                     | Неизвестно   | Неизвестно                    | Неизвестно             | Неизвестно |               |
| Гватемала                                   | Неизвестно   | Неизвестно                    | Неизвестно             | Неизвестно |               |
| Гайана                                      | Незаконно    | Незаконно                     | Незаконно              | Статья 97. Попытка совершить самоубийство Лицо, пытающееся совершить самоубийство, признается виновным в мелком правонарушении и подлежит тюремному заключению сроком на два года. |               |
| Гаити                                       | Неизвестно   | Неизвестно                    | Неизвестно             | Неизвестно |               |
| Гондурас                                    | Неизвестно   | Неизвестно                    | Неизвестно             | Неизвестно |               |
| Ямайка                                      | Неизвестно   | Неизвестно                    | Неизвестно             | Неизвестно |               |
| Мексика                                     | Неизвестно   | Неизвестно                    | Неизвестно             | Неизвестно |               |
| Никарагуа                                   | Неизвестно   | Неизвестно                    | Неизвестно             | Неизвестно |               |
| Панама                                      | Неизвестно   | Неизвестно                    | Неизвестно             | Неизвестно |               |
| Парагвай                                    | Неизвестно   | Неизвестно                    | Неизвестно             | Неизвестно |               |
| Перу                                        | Неизвестно   | Неизвестно                    | Неизвестно             | Неизвестно |               |
| Пуэрто-Рико                                 | Неизвестно   | Неизвестно                    | Неизвестно             | Неизвестно |               |
| Тринидад и Тобаго                           | Неизвестно   | Неизвестно                    | Неизвестно             | Неизвестно |               |
| Теркс и Кайкос                              | Неизвестно   | Неизвестно                    | Неизвестно             | Неизвестно |               |
| США · (50 штатов и неотъемлемых территорий) | Законно      | Законно в некоторых штатах    | Незаконно              | См. также: Самоубийства в США и Эвтаназия в США |               |
| Виргинские Острова (США)                    | Неизвестно   | Неизвестно                    | Неизвестно             | Неизвестно |               |
| Уругвай                                     | Неизвестно   | Незаконно                     | Незаконно              | Статья 315. Склонение к самоубийству или пособничество Лицо, склоняющее другого к самоубийству или помогающее ему совершить его, если смерть наступила, наказывается лишением свободы на срок от шести месяцев до шести лет. Максимальный срок может быть удвоен, если преступление совершено в отношении лица, не достигшего 18 лет, или в отношении лица со сниженным интеллектом или волей вследствие психического заболевания, злоупотребления алкоголем или употребления наркотиков. | [ 36 ] [ 37 ] |
| Венесуэла                                   | Неизвестно   | Неизвестно                    | Неизвестно             | Неизвестно |               |

### Азия
| Страна/регион        | Законность   | Законность                    | Законность             | Наказание | Примечания                  |
| Страна/регион        | Самоубийство | Ассистированный врачом суицид | Добровольная эвтаназия | Наказание | Примечания                  |
| -------------------- | ------------ | ----------------------------- | ---------------------- | --- | --------------------------- |
| Афганистан           | Неизвестно   | Неизвестно                    | Неизвестно             | Неизвестно |                             |
| Бангладеш            | Незаконно    | Незаконно                     | Незаконно              | Статья 305. Пособничество самоубийству ребенка или невменяемого лица Если лицо моложе восемнадцати лет, невменяемое лицо, лицо в состоянии бреда, идиот или лицо в состоянии опьянения совершает самоубийство, любой, кто пособничает совершению такого самоубийства, наказывается смертной казнью или пожизненным заключением, или лишением свободы на срок не более десяти лет, а также наказывается штрафом. Статья 306. Пособничество самоубийству Если какое-либо лицо совершает самоубийство, то тот, кто пособничает совершению такого самоубийства, наказывается лишением свободы любого вида на срок до десяти лет, а также подлежит штрафу. Статья 309. Попытка совершить самоубийство Лицо, пытающееся совершить самоубийство и совершающее любые действия, направленные на совершение такого преступления, наказывается простым тюремным заключением на срок до одного года, или штрафом, или тем и другим. | [ 38 ]                      |
| Бутан                | Законно      | Незаконно                     | Незаконно              | Статья 150. Причастность к самоубийству Подсудимый будет виновен в преступлении причастности в самоубийстве, если он помогает, подстрекает, консультирует или подготавливает самоубийство другого лица. Статья 151. Определение пособничества в самоубийстве Преступление пособничества в самоубийстве является мелким правонарушением. | [ 39 ]                      |
| Бруней               | Незаконно    | Незаконно                     | Незаконно              | Статья 305. Пособничество самоубийству ребенка или невменяемого лица Если Лицо моложе 18 лет, невменяемое лицо, лицо в состоянии бреда, идиот или лицо в состоянии опьянения совершает самоубийство, тот, кто пособничает совершению такого самоубийства, подлежит наказанию в виде смертной казни или пожизненного лишения свободы. Статья 306. Пособничество самоубийству Если какое-либо лицо совершает самоубийство, тот, кто пособничает совершению такого самоубийства, наказывается лишением свободы на срок до 10 лет, а также наказывается штрафом. Статья 309. Попытка совершить самоубийство Лицо, пытающееся совершить самоубийство и совершающее любые действия, направленные на совершение такого преступления, наказывается тюремным заключением на срок до одного года, или штрафом, или тем и другим. | [ 40 ]                      |
| Камбоджа             | Законно      | Незаконно                     | Незаконно              | Неизвестно | [ 41 ]                      |
| Китай                | Законно      | Незаконно                     | Незаконно              | См. также: Самоубийства в Китае |                             |
| Гонконг              | Законно      | Незаконно                     | Незаконно              | Глава 212 Постановление о преступлениях против личности Раздел 33A Самоубийство перестает быть преступлением Норма закона, согласно которой самоубийство является преступлением, настоящим отменяется. | [ 42 ] [ 43 ]               |
| Индия                | Незаконно    | Незаконно                     | Незаконно              | Раздел 305 Пособничество самоубийству ребенка или невменяемого лица Если лицо моложе восемнадцати лет, невменяемое лицо, лицо в состоянии бреда, идиот или лицо в состоянии опьянения совершает самоубийство, любой, кто пособничает совершению такого самоубийства, наказывается смертной казнью или пожизненным лишением свободы, или лишением свободы на срок не более десяти лет, а также наказывается штрафом. Раздел 309 Попытка совершить самоубийство Лицо, пытающееся совершить самоубийство или совершающее любые действия, направленные на совершение такого преступления, наказывается простым тюремным заключением на срок до одного года или штрафом, или тем и другим. Закон о психическом здоровье, 2017 (Декриминализация самоубийства) 115. (1) Несмотря на все, что содержится в разделе 309 Уголовного кодекса Индии, лицо, пытающееся совершить самоубийство, считается, если не доказано иное, страдающим тяжелым стрессом и не подлежит судебному преследованию и наказанию в соответствии с указанным Кодексом. (2) Надлежащее государственное учреждение обязано обеспечить уход, лечение и реабилитацию лицу, пережившему сильный стресс и пытавшемуся совершить самоубийство, чтобы снизить риск повторения попытки совершить самоубийство. | [ 44 ] [ 45 ] [ 46 ]        |
| Индонезия            | Законно      | Незаконно                     | Незаконно              | Статья 345. Доведение до самоубийства Лицо, которое с умышленным намерением подстрекает другого к совершению самоубийства, помогает ему в этом или предоставляет ему средства для этого, наказывается, если после этого происходит самоубийство, максимальным сроком лишения свободы на четыре года. | [ 47 ]                      |
| Иран                 | Законно      | Незаконно                     | Незаконно              | См. примечание | [ 48 ]                      |
| Ирак                 | Законно      | Незаконно                     | Незаконно              | Статья 408 1. Лицо, подстрекающее другое лицо к совершению самоубийства или каким-либо образом помогающее ему в этом, наказывается тюремным заключением на срок не более 7 лет, если этот человек совершает самоубийство на основании такого подстрекательства или помощи. Наказанием будет заключение под стражу, если лицо не совершает самоубийство, но пытается это сделать. 2. Если самоубийца не достиг 18 лет или страдает от состояния потери разума или воли, это считается отягчающим обстоятельством. В зависимости от обстоятельств преступник подлежит наказанию за убийство или покушение на убийство, если самоубийца находится в состоянии потери рассудка или воли. 3. За попытку самоубийства наказание не предусмотрено. |                             |
| Израиль              | Законно      | Незаконно                     | Незаконно              | Статья 302. Склонение к самоубийству или пособничество Если какое-либо лицо склоняет кого-либо к самоубийству путем подстрекательства или совета или помогает ему покончить с собой, то оно подлежит наказанию в виде двадцати лет лишения свободы. | [ 49 ]                      |
| Япония               | Законно      | Незаконно                     | Незаконно              | Статья 202. (Склонение или помощь в самоубийстве; Убийство с согласия) Лицо, склоняющее или помогающее другому совершить самоубийство, либо убивающее другого по его просьбе или с его согласия, наказывается лишением свободы с исправительными работами или без таковых на срок не менее 6 месяцев, но не более 7 лет. | [ 50 ]                      |
| Иордания             | Законно      | Незаконно                     | Незаконно              | Статья 339 a. Лицо, подстрекающее человека к совершению самоубийства или помогающее ему в любом из способов, предусмотренных в статье (80), наказывается временным заключением. b. Если лицо не совершает самоубийство, но пытается его совершить, то наказанием является лишение свободы на срок от трех месяцев до двух лет и до трех лет, если это привело к стойкой утрате трудоспособности или причинению вреда. | [ 51 ]                      |
| Казахстан            | Законно      | Незаконно                     | Незаконно              | Статья 105. Доведение до самоубийства 1. Доведение лица до самоубийства или до покушения на самоубийство путем угроз, жестокого обращения или систематического унижения человеческого достоинства потерпевшего, наказывается ограничением свободы на срок до трех лет либо лишением свободы на тот же срок. 2. То же деяние, совершенное в отношении лица, заведомо для виновного находящегося в беспомощном состоянии либо в материальной или иной зависимости от виновного наказывается ограничением свободы на срок до пяти лет либо лишением свободы на тот же срок. 3. Деяния, предусмотренные частями первой или второй настоящей статьи, совершенные в отношении несовершеннолетнего, наказываются лишением свободы на срок от трех до восьми лет. Статья 99. Убийство 1. Убийство, то есть противоправное умышленное причинение смерти другому человеку, наказывается лишением свободы на срок от восьми до пятнадцати лет. | [ 52 ]                      |
| Кувейт               | Неизвестно   | Неизвестно                    | Неизвестно             | Неизвестно |                             |
| Кыргызстан           | Законно      | Незаконно                     | Незаконно              | Статья 136. Доведение до самоубийства 1. Угроза применения насилия, опасного для жизни и здоровья, жестокое обращение или систематическое унижение личного достоинства лица, что по неосторожности повлекло совершение потерпевшим самоубийства или попытку совершить самоубийство, наказываются лишением свободы для несовершеннолетних - от одного года шести месяцев до двух лет шести месяцев, для других физических лиц - от двух лет шести месяцев до пяти лет. 2. Те же деяния, совершенные в отношении лица, находившегося в материальной либо иной зависимости от виновного, или в отношении заведомо несовершеннолетнего, наказываются лишением свободы для несовершеннолетних - от двух лет шести месяцев до четырех лет, для других физических лиц - от пяти лет до семи лет шести месяцев. 3. Угроза применения насилия, опасного для жизни и здоровья лица, жестокое обращение или систематическое унижение личного достоинства лица, совершенные с целью доведения лица до самоубийства, что повлекло совершение потерпевшим самоубийства, наказываются лишением свободы для несовершеннолетних - от четырех до шести лет, для других физических лиц - от семи лет шести месяцев до десяти лет. Статья 137. Склонение к самоубийству 1. Склонение к самоубийству, то есть возбуждение у другого лица решимости совершить самоубийство путем уговора, обмана или иным способом, что повлекло совершение потерпевшим самоубийства или попытку совершить самоубийство, наказываются лишением свободы для несовершеннолетних - от одного года шести месяцев до двух лет шести месяцев, для других физических лиц - от двух лет шести месяцев до пяти лет. 2. То же деяние, совершенное в отношении лица, находившегося в материальной либо иной зависимости от виновного, или в отношении заведомо несовершеннолетнего, наказываются лишением свободы для несовершеннолетних - от двух лет шести месяцев до четырех лет, для других физических лиц - от пяти лет до семи лет шести месяцев. | [ 53 ]                      |
| Лаос                 | Законно      | Неизвестно                    | Неизвестно             | Неизвестно | [ 54 ]                      |
| Ливан                | Незаконно    | Незаконно                     | Незаконно              | Наказание за попытку самоубийства: лишение свободы на срок от 3 месяцев до 5 лет. | [ 55 ]                      |
| Макао                | Неизвестно   | Неизвестно                    | Неизвестно             | Неизвестно |                             |
| Малайзия             | Незаконно    | Незаконно                     | Незаконно              | Раздел 305 Пособничество самоубийству ребенка или невменяемого лица Если лицо моложе восемнадцати лет, невменяемое лицо, любое лицо в состоянии бреда, идиот или лицо в состоянии опьянения совершает самоубийство, любой, кто пособничает совершению такого самоубийства, наказывается смертной казнью или лишением свободы на срок до двадцати лет, а также наказывается штрафом. Раздел 306 Пособничество самоубийству Если какое-либо лицо совершает самоубийство, тот, кто пособничает совершению такого самоубийства, должен быть наказан тюремным заключением на срок, который может составлять до десяти лет, а также наказывается штрафом. Раздел 309 Попытка совершить самоубийство Лицо, пытающееся совершить самоубийство и совершающее любые действия, направленные на совершение такого преступления, наказывается лишением свободы на срок до одного года или штрафом, или тем и другим. | [ 56 ]                      |
| Мальдивы             | Неизвестно   | Неизвестно                    | Неизвестно             | Неизвестно |                             |
| Монголия             | Законно      | Незаконно                     | Незаконно              | Статья 95. Доведение до самоубийства 95.1. Доведение до самоубийства потерпевшего, находящегося в материальной зависимости, подчиненности или иной неполноценности от виновного путем жестокого обращения или систематического унижения его чести и достоинства, наказывается лишением свободы на срок от двух до пяти лет. | [ 57 ]                      |
| Мьянма               | Незаконно    | Незаконно                     | Незаконно              | 309. Попытка самоубийства Лицо, пытающееся совершить самоубийство или совершающее любые действия, направленные на совершение такого преступления, наказывается лишением свободы любого вида на срок до одного года, или штрафом, или тем и другим. |                             |
| Непал                | Законно      | Незаконно                     | Незаконно              | Статья 185. Пособничество самоубийству Nepal government endorsed the new Criminal Code Act in 2018. Section 185 of the act has criminalised abetment to suicide, which reads: «Prohibition of Пособничество самоубийству: (1) No person shall abet the commission of suicide by another, or create, or cause to be created, such circumstances as likely to lead towards the commission of such act. (2) A person who commits the offence referred to in subsection (1) shall be liable to a sentence of imprisonment for a term not exceeding five years and a fine not exceeding fifty thousand rupees». | [ 58 ]                      |
| КНДР                 | Неизвестно   | Неизвестно                    | Неизвестно             | Неизвестно |                             |
| Оман                 | Незаконно    | Незаконно                     | Незаконно              | Неизвестно |                             |
| Пакистан             | Незаконно    | Незаконно                     | Незаконно              | Раздел 325 Попытка совершить самоубийство: Лицо, пытающееся совершить самоубийство и совершающее любые действия, направленные на совершение такого преступления, наказывается простым тюремным заключением на срок до одного года, или штрафом, или тем и другим. | [ 59 ]                      |
| Палестина            | Неизвестно   | Неизвестно                    | Неизвестно             | Неизвестно |                             |
| Филиппины            | Законно      | Незаконно                     | Незаконно              | Статья 253. Оказание помощи в самоубийстве Лицо, которое помогает другому совершить самоубийство, подлежит наказанию в виде тюремного заключения; если такое лицо доводит свою помощь другому до того, что само совершает убийство, оно подлежит наказанию в виде временного заключения. Однако, если самоубийство не было доведено до конца, назначается наказание в виде ареста на средний и максимальный срок. | [ 60 ]                      |
| Катар                | Законно      | Незаконно                     | Незаконно              | Статья 305 Лицо, подстрекающее или помогающее каким-либо образом человеку совершить самоубийство, если самоубийство совершено соответствующим образом, осуждается на срок не более семи лет лишения свободы. Если жертва моложе шестнадцати лет или не желает этого, виновный осуждается на срок не более десяти лет лишения свободы. Если у жертвы нет выбора или она не осознает его, это считается преднамеренным убийством, и виновный осуждается на срок не более семи лет лишения свободы, если родители жертвы простят убийцу. | [ 61 ]                      |
| Саудовская Аравия    | Неизвестно   | Неизвестно                    | Неизвестно             | Неизвестно |                             |
| Сингапур             | Законно      | Незаконно                     | Незаконно              | Раздел 305 Пособничество самоубийству ребенка или невменяемого лица Если Лицо моложе 18 лет, любое невменяемое лицо, Лицо в состоянии бреда, идиот или лицо в состоянии опьянения совершает самоубийство, лицо, пособничающее совершению такого самоубийства, наказывается смертной казнью или лишением свободы пожизненно, или лишением свободы на срок не более 10 лет, а также наказывается штрафом. Раздел 306 Пособничество самоубийству Если какое-либо лицо совершает самоубийство, тот, кто пособничает совершению такого самоубийства, наказывается лишением свободы на срок до 10 лет, а также наказывается штрафом. Самоубийство декриминализировано 6 мая 2019 года был принят Закон о реформе уголовного законодательства, который предусматривает декриминализацию самоубийства. Он вступил в силу 1 января 2020 года. | [ 62 ] [ 63 ] [ 64 ] [ 65 ] |
| Республика Корея     | Законно      | Незаконно                     | Незаконно              | Статья 252. (Убийство по просьбе или с согласия) Преступное деяние 53. (1) Лицо, убившее другого по его просьбе или с его согласия, наказывается лишением свободы на срок не менее одного года и не более десяти лет. | [ 66 ]                      |
| Шри-Ланка            | Законно      | Незаконно                     | Незаконно              | Статья 299. Пособничество самоубийству If any person commits suicide, whoever abets the commission of such suicide shall be punished with death. | [ 67 ]                      |
| Сирия                | Незаконно    | Незаконно                     | Незаконно              | Неизвестно |                             |
| Китайская Республика | Законно      | Незаконно                     | Незаконно              | Неизвестно | [ 68 ]                      |
| Таджикистан          | Законно      | Незаконно                     | Незаконно              | Статья 109. Доведение до самоубийства 1) Доведение лица до самоубийства или покушения на него путем угроз, жестокого обращения или систематического унижения человеческого достоинства потерпевшего, наказывается лишением свободы от трех до пяти лет. 2) То же деяние, совершенное в отношении лица, находившегося в материальной или иной зависимости от виновного, либо совершено по отношению к несовершеннолетнему, наказывается лишением свободы на срок от пяти до восьми лет. | [ 69 ]                      |
| Таиланд              | Законно      | Незаконно                     | Незаконно              | Раздел 292 Лицо, применяющее жестокость или использующее аналогичный фактор в отношении лица, от которого зависело его существование, или любые другие действия для того, чтобы это лицо совершило самоубийство, если самоубийство произошло или было совершено, подлежит тюремному заключению на срок не более семи лет и штрафу в размере не более четырнадцати тысяч батов. Раздел 293 Лицо, помогающее или подстрекающее ребенка, не достигшего шестнадцати лет, или лицо, неспособное понимать характер и значение своего поступка или неспособное контролировать свой поступок, к совершению самоубийства, должно быть наказано, если самоубийство произошло или было предпринято, тюремным заключением на срок не более пяти лет или штрафом в размере не более десяти тысяч батов, или тем и другим. | [ 70 ]                      |
| Туркменистан         | Неизвестно   | Неизвестно                    | Неизвестно             | Неизвестно |                             |
| ОАЭ                  | Законно      | Незаконно                     | Незаконно              | Статья 335 1. Лицо, подстрекающее или каким-либо образом помогающее другому лицу совершить самоубийство, и другое лицо, которое на основе этого подстрекательства или помощи совершает самоубийство, подлежит наказанию в виде лишения свободы. Если лицо, совершившее самоубийство, не достигло 18 лет или имеет ограниченные умственные способности, это является отягчающим обстоятельством. Подстрекатель должен быть приговорен к наказанию, предусмотренному за убийство при посредничестве или покушение на убийство, в зависимости от ситуации, если самоубийца или пытающийся покончить с собой не имеет психической дееспособности. | [ 71 ] [ 72 ]               |
| Узбекистан           | Законно      | Незаконно                     | Незаконно              | Статья 103. Доведение до самоубийства Доведение до самоубийства или покушения на него путем угроз, жестокого обращения или систематического унижения чести и достоинства личности лица, наказывается лишением свободы от трех до семи лет. Те же действия, совершенные: а) в отношении лица, находившегося в материальной или иной зависимости от виновного; б) в отношении несовершеннолетнего или женщины, заведомо для виновного находившейся в состоянии беременности; в) по предварительному сговору группой лиц; г) с использованием сетей телекоммуникаций, а также всемирной информационной сети Интернет, наказываются лишением свободы от семи до десяти лет. | [ 73 ]                      |
| Вьетнам              | Законно      | Незаконно                     | Незаконно              | Статья 100. Вынужденное самоубийство 1. Лицо, которое жестоко обращается, постоянно запугивает, плохо обращается или унижает зависимое от него лицо, склоняя его к самоубийству, приговаривается к лишению свободы на срок от двух до семи лет. 2. Лицо, совершившее преступление, заключающееся в принуждении к самоубийству более чем одного человека, приговаривается к лишению свободы на срок от пяти до двенадцати лет. Статья 101. Подстрекательство или помощь другим лицам в совершении самоубийства 1. Лицо, подстрекающее другое лицо к самоубийству или помогающее другому лицу совершить самоубийство, приговаривается к тюремному заключению на срок от шести месяцев до трех лет. 2. Лицо, совершившее преступление в виде оказания помощи или подстрекательства более чем одного лица к совершению самоубийства, приговаривается к тюремному заключению на срок от двух до семи лет. | [ 74 ]                      |
| Йемен                | Незаконно    | Незаконно                     | Незаконно              | Неизвестно |                             |

### Европа
| Страна/регион        | Законность   | Законность                    | Законность             | Наказание | Примечания      |
| Страна/регион        | Самоубийство | Ассистированный врачом суицид | Добровольная эвтаназия | Наказание | Примечания      |
| -------------------- | ------------ | ----------------------------- | ---------------------- | --- | --------------- |
| Албания              | Законно      | Незаконно                     | Незаконно              | Статья 99. Доведение до самоубийства Доведение до самоубийства или попытки самоубийства какого-либо лица из-за систематического жестокого обращения или других систематических проступков, которые серьезно ущемляют достоинство [этого лица] совершенное другим лицом, в отношении которого действует материальная зависимость или любая другая зависимость, наказывается штрафом или лишением свободы на срок до пяти лет. | [ 75 ]          |
| Армения              | Законно      | Незаконно                     | Незаконно              | Статья 110. Доведение до самоубийства 1. Доведение лица до самоубийства или покушения на самоубийство путем угроз, жестокого обращения или систематического унижения личного достоинства, совершенное с косвенным умыслом или по неосторожности, наказывается лишением свободы на срок не свыше трех лет. 2. То же деяние, совершенное в отношении лица, находящегося в материальной или иной зависимости от виновного, наказывается лишением свободы на срок не свыше пяти лет. Статья 111. Склонение к самоубийству Склонение к самоубийству, то есть возбуждение у лица решимости совершить самоубийство путем уговоров, обмана или иным путем, если лицо покончило жизнь самоубийством или покушалось на самоубийство, наказывается лишением свободы на срок не свыше трех лет. | [ 76 ]          |
| Австрия              | Законно      | Законно                       | Незаконно              | Убийство лица по просьбе самого лица, а также содействие или помощь другому лицу в совершении самоубийства наказывается лишением свободы на срок от 6 месяцев до 5 лет. | [ 77 ] [ 78 ]   |
| Азербайджан          | Законно      | Незаконно                     | Незаконно              | Статья 125. Доведение до самоубийства Доведение лица, находившегося в материальной, служебной или иной зависимости от виновного, до самоубийства или до покушения на самоубийство путем угроз, жестокого обращения или систематического унижения его достоинства, — наказывается лишением свободы на срок от трех до семи лет. | [ 79 ]          |
| Беларусь             | Законно      | Незаконно                     | Незаконно              | Статья 145. Доведение до самоубийства Доведение лица до самоубийства или покушения на самоубийство путем угрозы применения насилия к нему или его близким, уничтожения, повреждения или изъятия их имущества, распространения клеветнических или оглашения иных сведений, которые они желают сохранить в тайне, жестокого обращения с потерпевшим или систематического унижения его личного достоинства, наказывается арестом, или ограничением свободы на срок до трех лет, или лишением свободы на тот же срок. Статья 146. Склонение к самоубийству Умышленное возбуждение у другого лица решимости совершить самоубийство, если лицо покончило жизнь самоубийством или покушалось на него (склонение к самоубийству), наказывается исправительными работами на срок до двух лет или лишением свободы на тот же срок. | [ 80 ]          |
| Бельгия              | Законно      | Законно                       | Законно                | 2002 год (добровольная эвтаназия) | [ 81 ]          |
| Босния и Герцеговина | Законно      | Незаконно                     | Незаконно              | Неизвестно |                 |
| Болгария             | Законно      | Незаконно                     | Незаконно              | Статья 127 (1) Лицо, которое каким-либо образом помогает или склоняет к самоубийству и самоубийство или попытка самоубийства происходит, наказывается лишением свободы на срок до трех лет. (2) За такое же преступление в отношении несовершеннолетнего лица или лица, о котором виновный знает, что оно не в состоянии руководить своими действиями или не понимает качества или важности деяния, наказанием является лишение свободы на срок от трех до десяти лет. (3) Лицо, которое путем жестокого обращения или систематического унижения достоинства лица, другое лицо находящееся в материальной или иной зависимости от него, доводит его до самоубийства или до попытки самоубийства, ожидая этого, наказывается лишением свободы на срок от двух до восьми лет. (4) Если деяние, предусмотренное предыдущим пунктом, совершено по неосторожности, наказанием является лишение свободы на срок до трех лет. | [ 82 ]          |
| Хорватия             | Законно      | Незаконно                     | Незаконно              | Статья 96. Участие в самоубийстве (1) Лицо, склоняющее или помогающее другому лицу совершить самоубийство, совершенное или предпринятое, наказывается лишением свободы на срок от шести месяцев до пяти лет. (2) Лицо, склоняющее или помогающее несовершеннолетнему совершить самоубийство, либо склоняющее или помогающее совершить самоубийство лицу, способность которого понимать свои действия и управлять своей волей значительно снижена, и совершившее самоубийство или попытку самоубийства, наказывается лишением свободы на срок от одного года до восьми лет. (3) Лицо, склоняющее или помогающее ребенку совершить самоубийство или склоняющее или помогающее лицу, которое не способно понимать значение своего поступка или не может контролировать свою волю, чтобы попытка самоубийства была предпринята или совершена, подлежит наказанию в соответствии со статьей 90 настоящего Кодекса. (4) Лицо, которое обращается с лицом, находящимся в подчиненном или зависимом положении, жестоким или бесчеловечным образом и тем самым по неосторожности доводит его до самоубийства, наказывается лишением свободы на срок от трех месяцев до трех лет. | [ 83 ]          |
| Кипр                 | Незаконно    | Незаконно                     | Незаконно              | Статья 214. Покушение на убийство Лицо, которое (a) незаконно пытается причинить смерть другому; или (b) с намерением незаконно причинить смерть другому совершает какое-либо действие или не совершает какое-либо действие, которое он обязан совершить, причем такое действие или бездействие носит такой характер, что оно может угрожать человеческой жизни, виновно в преступлении и подлежит пожизненному заключению. (b) с намерением незаконно причинить смерть другому, совершает любое действие или бездействие, которое он обязан совершить, причем такое действие или бездействие носит такой характер, что оно может угрожать жизни человека, виновен в преступлении и подлежит пожизненному тюремному заключению. Статья 288. Пособничество самоубийству Лицо, которое (a) подговаривает другого совершить самоубийство; или (b) советует другому совершить самоубийство и тем самым побуждает его к этому; или (c) помогает другому совершить самоубийство, виновен в преступлении и подлежит пожизненному тюремному заключению. Статья 219. Попытка самоубийства Лицо, пытающееся покончить с собой, виновно в совершении мелкого правонарушения. | [ 84 ]          |
| Чехия                | Законно      | Незаконно                     | Незаконно              | Раздел 144 Причастность к самоубийству (1) Лицо, побуждающее другое лицо к совершению самоубийства или помогающее другому лицу совершить самоубийство, подлежит наказанию, если имела место хотя бы попытка самоубийства, в виде лишения свободы на срок до трех лет. (2) Лицо, совершившее деяние, указанное в подразделе (1), в отношении ребенка или беременной женщины, приговаривается к лишению свободы на срок от двух до восьми лет. (3) Лицо, совершившее деяние, указанное в подразделе (1), в отношении ребенка младше пятнадцати лет или лица, страдающего психическим расстройством, подлежит наказанию в виде лишения свободы на срок от пяти до двенадцати лет. | [ 85 ]          |
| Дания                | Законно      | Незаконно                     | Незаконно              | § 240 Лицо, которое помогает другому лицу совершить самоубийство, подлежит штрафу или тюремному заключению на любой срок, не превышающий трех лет. | [ 86 ]          |
| Эстония              | Законно      | Незаконно                     | Незаконно              | | [ 87 ]          |
| Финляндия            | Законно      | Законно                       | Незаконно              | Неизвестно |                 |
| Франция              | Законно      | Незаконно                     | Незаконно              | Неизвестно |                 |
| Грузия               | Законно      | Незаконно                     | Незаконно              | Попытка самоубийства наказывается штрафом в размере 500 лари. Статья 115. Доведение до самоубийства Доведение до самоубийства или покушения на самоубийство путем угроз или жестокого обращения с жертвой либо систематического унижения ее чести или достоинства – наказывается лишением свободы на срок от двух до четырех лет с ограничением прав, связанных с оружием, или без такового. | [ 91 ]          |
| Германия             | Законно      | Законно                       | Незаконно              | | [ 92 ] [ 93 ]   |
| Гибралтар            | Законно      | Незаконно                     | Незаконно              | Статья 158. Пакты о самоубийстве Лицо, которое во исполнение пакта о самоубийстве между которым он и другое лицо (a) убивает это лицо; или (b) является участником убийства этого лица третьим лицом, совершает непредумышленное убийство. (2) Если доказано, что лицо, обвиняемое в убийстве другого, убило его или было участником его убийства, защита должна доказать, что обвиняемое лицо действовало во исполнение пакта о самоубийстве между ним и этим лицом. (3) В данном разделе «пакт о самоубийстве» означает общее соглашение между двумя или более лицами, целью которого является смерть каждого из них, независимо от того, собирается ли каждый из них покончить с собой или нет, но ничто, сделанное лицом, заключившим пакт о самоубийстве, не должно рассматриваться как сделанное им во исполнение пакта, если только оно не сделано в то время, когда у него есть твердое намерение умереть. Статья 159. Причастность к самоубийству (1) Лицо ("D") совершает преступление, если (a) D совершает действие, способное побудить или оказать помощь в самоубийстве или попытке самоубийства другого лица; и (b) действие D имело целью побудить или оказать помощь в самоубийстве или попытке самоубийства. (2) Лицо, указанное в подразделе (1)(a), не обязательно должно быть конкретным лицом (или группой лиц), известным D или идентифицированным им. (3) D может совершить преступление в соответствии с данным разделом независимо от того, произошло самоубийство или попытка самоубийства или нет. (4) Лицо, совершившее преступление, предусмотренное данным разделом, в случае осуждения по обвинительному заключению подлежит лишению свободы на 14 лет. (5) Если при рассмотрении обвинения в убийстве или непредумышленном убийстве человека будет доказано, что умерший человек совершил самоубийство, а подсудимый совершил преступление, предусмотренное подразделом (1), в связи с этим самоубийством, присяжные могут признать подсудимого виновным в преступлении, предусмотренном подразделом (1). (6) Если D договаривается с лицом ("D2") о совершении действия, способного побудить или помочь совершить самоубийство или попытку самоубийства другого лица, и D2 совершает это действие, то в настоящей части D рассматривается как совершивший данное действие. (7) Если факты таковы, что действие не может способствовать или оказывать помощь в самоубийстве или попытке самоубийства, в данном разделе оно должно рассматриваться как способное, если действие было бы таким и если бы факты были такими, какими D считал их на момент совершения действия; или если бы последующие события произошли так, как D считал, что они произойдут, или и то, и другое. (8) Указание в данном разделе на совершение лицом действия, способного побудить другое лицо к самоубийству или попытке самоубийства, включает указание на то, что оно делает это, угрожая другому лицу или иным образом оказывая давление на другое лицо с целью совершения самоубийства или его попытки. (10) Преследование за преступление против данного раздела может быть начато только Генеральным прокурором или с его согласия. | [ 94 ]          |
| Греция               | Законно      | Незаконно                     | Незаконно              | Неизвестно |                 |
| Венгрия              | Законно      | Незаконно                     | Незаконно              | Раздел 162 (1) Лицо, которое убеждает другого человека совершить самоубийство или оказывает помощь в совершении самоубийства, виновно в совершении тяжкого преступления, наказуемого лишением свободы на срок от одного до пяти лет, если самоубийство было совершено или была предпринята попытка. (2) Лицо старше восемнадцати лет, которое убеждает другое лицо моложе восемнадцати лет совершить самоубийство или предоставляет помощь для совершения самоубийства, наказывается лишением свободы на срок от двух до восьми лет, если самоубийство было совершено или была предпринята попытка. | [ 95 ]          |
| Исландия             | Законно      | Незаконно                     | Незаконно              | Статья 214 Если человек способствует совершению самоубийства другим человеком, он подлежит наказанию (лишению свободы на срок до 1 года) или штрафу. Если это делается из корыстных побуждений, наказанием является лишение свободы на срок до трех лет. | [ 96 ]          |
| Ирландия             | Законно      | Незаконно                     | Незаконно              | Неизвестно |                 |
| Италия               | Законно      | Незаконно                     | Незаконно              | Неизвестно |                 |
| Косово               | Законно      | Незаконно                     | Незаконно              | Статья 183. Склонение к самоубийству и пособничество в самоубийстве 1.Лицо, подстрекающее или помогающее другому лицу совершить самоубийство, и если это самоубийство совершено, наказывается лишением свободы на срок от одного (1) до пяти (5) лет. 2. Лицо, совершившее преступление, предусмотренное пунктом 1 настоящей статьи, в отношении несовершеннолетнего или лица, способность которого понимать тяжесть своего деяния или способность контролировать свое поведение была существенно снижена, наказывается лишением свободы на срок от одного (1) до десяти (10) лет. 3. Лицо, совершившее преступление, предусмотренное частью 1 настоящей статьи, в отношении лица, не достигшего возраста четырнадцати (14) лет или в отношении лица, не способного понимать тяжесть своего деяния или контролировать свое поведение, наказывается в соответствии со статьей 178 настоящего Кодекса. 4. Лицо, которое обращается с другим лицом, находящимся в подчиненном положении, жестоким или бесчеловечным образом и тем самым доводит такое лицо до самоубийства, подлежит наказывается лишением свободы на срок от шести (6) месяцев до пяти (5) лет. В данном пункте «лицо, находящееся в подчиненном положении» означает лицо, которое находится под надзором, в подчинении, под контролем или опекой лица, которое действовало жестоким или бесчеловечным образом. 5. Если в результате правонарушения, предусмотренного пунктами 1-4 настоящей статьи, была только попытка самоубийства, наказание может быть смягчено. | [ 97 ]          |
| Латвия               | Законно      | Незаконно                     | Незаконно              | Раздел 124 Доведение до самоубийства (1) Для лица, совершившего доведение лица до самоубийства или попытки самоубийства путем жестокого обращения с жертвой или систематического унижения ее личного достоинства, если это лицо не находилось в финансовой или иной зависимости от преступника, применяется наказание в виде лишения свободы на срок не более трех лет. (2) Для лица, совершившего те же действия в отношении лица, которое находилось в финансовой или иной зависимости от преступника, применяется наказание в виде лишения свободы на срок не более пяти лет. | [ 98 ]          |
| Лихтенштейн          | Законно      | Незаконно                     | Незаконно              | Убийство кого-либо по просьбе или помощь кому-либо в совершении самоубийства наказывается лишением свободы на срок от шести месяцев до пяти лет. |                 |
| Литва                | Законно      | Незаконно                     | Незаконно              | Статья 133. Подстрекательство к самоубийству или доведение до самоубийства Подстрекательство к самоубийству или жестокое или вероломное доведение до самоубийства наказывается ограничением свободы, арестом или лишением свободы на срок до четырех лет. | [ 99 ]          |
| Люксембург           | Законно      | Законно                       | Законно                | |                 |
| Мальта               | Законно      | Незаконно                     | Незаконно              | Статья 213 Лицо, которое склоняет какое-либо лицо к совершению самоубийства или оказывать ему какую-либо помощь, в случае совершения самоубийства подлежит, по приговору суда, тюремному заключению на срок не более двенадцати лет. | [ 100 ]         |
| Молдова              | Законно      | Незаконно                     | Незаконно              | Неизвестно |                 |
| Черногория           | Законно      | Незаконно                     | Незаконно              | Статья 149. Доведение до самоубийства и помощь в совершении самоубийства (1) Лицо, подстрекающее другое лицо к самоубийству или помогающее ему в совершении самоубийства, в случае совершения или попытки совершения самоубийства подлежит приговаривается к тюремному заключению на срок от одного до восьми лет. (2) Лицо, способствующее другому лицу в совершении самоубийства при наличии условий, указанных в статье 147 настоящего Кодекса, и в случае совершения самоубийства или его попытки, наказывается лишением свободы на срок от трех месяцев до пяти лет. (3) Лицо, совершившее деяние, указанное в части 1 настоящей статьи, в отношении несовершеннолетнего или лица, находящегося в состоянии существенно ограниченных умственных способностей, наказывается лишением свободы на срок от двух до десяти лет. (4) Если деяние, указанное в части 1 настоящей статьи, совершено в отношении ребенка или психически неполноценного лица, виновный подлежит наказанию в соответствии с положениями статьи 144 настоящего Кодекса. (5) Лицо, которое жестоко или грубо обращается с другим подчиненным или зависимым от него лицом, и если данное лицо в результате такого обращения совершит самоубийство или попытку самоубийства, которые могут быть связаны с халатностью преступника, приговаривается к лишению свободы на срок от шести месяцев до пяти лет. | [ 101 ]         |
| Нидерланды           | Законно      | Законно                       | Законно                | См. также: Эвтаназия в Нидерландах | [ 102 ]         |
| Северная Македония   | Законно      | Незаконно                     | Незаконно              | Статья 128. Подстрекательство к самоубийству и помощь в самоубийстве (1) Лицо, которое подстрекает другого к самоубийству или помогает ему совершить самоубийство, и оно оказывается совершено, наказывается лишением свободы на срок от трех месяцев до трех лет. (2) Если преступление из пункта 1 совершено в отношении несовершеннолетнего, достигшего четырнадцатилетнего возраста, или в отношении лица, находящегося в состоянии пониженной психической дееспособности, преступник наказывается лишением свободы на срок от одного года до десяти лет. (3) Если преступление из пункта 1 совершено в отношении несовершеннолетнего, не достигшего четырнадцатилетнего возраста, или в отношении психически недееспособного лица, преступник наказывается в соответствии со статьей 123. (4) Лицо, ведущее себя жестоко или бесчеловечно по отношению к другому лицу, находящемуся с ним в подчиненных или зависимых отношениях, и если это лицо совершает самоубийство из-за таких отношений, что может быть объяснено небрежностью со стороны виновного, наказывается лишением свободы на срок от шести месяцев до пяти лет. (5) Если из-за преступлений из пунктов 1-4 самоубийство было только попыткой, суд может наказать преступника более мягко. | [ 103 ]         |
| Норвегия             | Законно      | Незаконно                     | Незаконно              | Неизвестно |                 |
| Польша               | Законно      | Незаконно                     | Незаконно              | Статья 150 и 151 Статья 150, § 1. Лицо, убившее человека по собственной просьбе и из сострадания к нему, подлежит наказанию в виде тюремного заключения на срок от 3 месяцев до 5 лет. § 2. В особых случаях суд может принять решение о чрезвычайном смягчении наказания или даже отказаться от него. Статья 151. Лицо, которое путем подстрекательства или помощи доводит человека до самоубийства, подлежит наказанию в виде лишения свободы на срок от 3 месяцев до 5 лет. | [ 104 ]         |
| Португалия           | Законно      | Незаконно                     | Незаконно              | Неизвестно |                 |
| Румыния              | Законно      | Незаконно                     | Незаконно              | Статья 191. Доведение до самоубийства или способствование ему (1). Деяние в виде доведения до самоубийства или способствования самоубийству, если самоубийство имело место, наказывается лишением свободы на срок не менее 3 и не более 7 лет. (2). Если деяние, предусмотренное п. (1) было совершено в отношении несовершеннолетнего в возрасте от 13 до 18 лет или в отношении лица с ограниченной дееспособностью, наказание составляет не менее пяти и не более десяти лет лишения свободы. (3). Доведение до самоубийства или способствование самоубийству несовершеннолетнего, не достигшего 13-летнего возраста, или лица, не способного осознавать последствия своих действий или бездействия либо руководить ими, если самоубийство имело место, - наказывается лишением свободы на срок не менее десяти и не более двадцати лет с запретом пользоваться определенными правами. (4). Если действиям по доведению или способствованию самоубийству, предусмотренные пп. (1) - (3) последовала попытка самоубийства, особые пределы наказания уменьшаются наполовину. | [ 105 ]         |
| Россия               | Законно      | Незаконно                     | Незаконно              | Статья 110. Доведение до самоубийства Доведение лица до самоубийства или до покушения на самоубийство путем угроз, жестокого обращения или систематического унижения человеческого достоинства потерпевшего наказывается принудительными работами на срок до пяти лет либо лишением свободы на срок от двух до шести лет. | [ 106 ]         |
| Сербия               | Законно      | Незаконно                     | Незаконно              | Статья 119. Доведение до самоубийства и пособничество в самоубийстве (1) Лицо, подстрекающее другого к самоубийству или помогающее совершить самоубийство, и это самоубийство совершено или совершена его попытка, наказывается лишением свободы на срок от шести месяцев до пяти лет. (2) Лицо, оказывающее помощь другому лицу в совершении самоубийства в соответствии с положениями статьи 117 настоящего Кодекса, и это самоубийство совершено или совершена его попытка, наказывается лишением свободы на срок от трех месяцев до трех лет. (3) Лицо, совершившее деяние, указанное в пункте 1 настоящей статьи, в отношении несовершеннолетнего или лица, находящегося в состоянии существенно сниженных умственных способностей, наказывается лишением свободы на срок от двух до десяти лет. (4) Если деяние, указанное в пункте 1 настоящей статьи, совершено в отношении ребенка или психически неполноценного лица, виновный подлежит наказанию в соответствии со статьей 114 настоящего Кодекса. (5) Лицо, которое жестоко или бесчеловечно обращается с другим лицом, находящимся в подчиненном или зависимом положении, и в результате такого обращения это лицо совершает или пытается совершить самоубийство, что может быть связано с халатностью виновного, наказывается лишением свободы на срок от шести месяцев до пяти лет. | [ 107 ]         |
| Словакия             | Законно      | Незаконно                     | Незаконно              | Раздел 154 Участие в самоубийстве (1) Лицо, которое подстрекает другое лицо к совершению самоубийства или помогает ему совершить самоубийство, наказывается лишением свободы на срок от шести месяцев до трех лет, если хотя бы попытка самоубийства имела место. (2) Преступник подлежит тюремному заключению на срок от трех до восьми лет, если он совершает преступление, указанное в пункте 1 a) действуя более серьезным образом, b) против защищаемого лица или c) в силу особых мотивов. | [ 108 ]         |
| Словения             | Законно      | Незаконно                     | Незаконно              | Статья 120. Подстрекательство к самоубийству и помощь в самоубийстве (1) Лицо, намеренно склоняющее другое лицо к самоубийству или помогающее ему в этом, в результате чего это лицо совершает самоубийство, приговаривается к тюремному заключению на срок не менее шести месяцев и не более пяти лет. (2) Лицо, совершившее преступление, предусмотренное предыдущим пунктом, в отношении несовершеннолетнего старше четырнадцати лет или лица, чья способность понимать значение своего действия или контролировать свое поведение была существенно снижена, приговаривается к тюремному заключению на срок не менее одного и не более десяти лет. (3) В случае совершения преступления, предусмотренного пунктом 1 настоящей статьи, в отношении несовершеннолетнего, не достигшего четырнадцати лет, или лица, не способного понимать значение своего деяния или руководить своим поведением, наказывается в соответствии с законом, предусмотренным за совершение убийства. (4) Лицо, которое жестоко или бесчеловечно обращается со своим подчиненным или зависимым от него лицом, что приводит к самоубийству этого лица, приговаривается к лишению свободы на срок не менее шести месяцев и не более пяти лет. (5) Лицо, которое при особо смягчающих обстоятельствах помогает другому лицу совершить самоубийство, и если это лицо совершает самоубийство, приговаривается к лишению свободы на срок не более трех лет. (6) Если в связи с уголовным преступлением, предусмотренным вышеуказанными пунктами, была только попытка самоубийства, суд может смягчить наказание виновному. | [ 109 ]         |
| Испания              | Законно      | Законно                       | Законно                | Статья 143 1. Лицо, склоняющее другого к самоубийству, наказывается лишением свободы на срок от четырех до восьми лет. 2. Лицо, способствующее совершению действий, необходимых для совершения самоубийства, наказывается лишением свободы на срок от двух до пяти лет. 3. Наказание предусматривает лишение свободы на срок от шести до десяти лет, если такое содействие дошло до смертельного исхода. 4. Лицо, вызывающее или активно содействующее совершению необходимых, непосредственных действий, приводящих к смерти другого лица, по конкретной, серьезной, недвусмысленной просьбе этого лица, в случае, если жертва страдает тяжелой болезнью, которая неизбежно приведет к смерти, или причиняет постоянные страдания, которые трудно перенести, наказывается наказанием, на одну или две степени меньшим тех, которые описаны в частях 2 и 3 настоящей статьи. | [ 110 ]         |
| Швеция               | Законно      | Незаконно                     | Незаконно              | Глава 3 § 1 Убийство Лицо, лишившее жизни другого человека, приговаривается за убийство к лишению свободы на определенный срок не менее десяти и не более восемнадцати лет или, при наличии отягчающих обстоятельств, пожизненно. |                 |
| Швейцария            | Законно      | Законно                       | Незаконно              | См. также: Самоубийства в Швейцарии и Эвтаназия в Швейцарии | [ 111 ]         |
| Турция               | Законно      | Незаконно                     | Незаконно              | Статья 84. Самоубийство (1) Лицо, которое подстрекает, призывает человека к совершению самоубийства, или поддерживает решение человека о самоубийстве, или помогает совершить самоубийство любым способом, наказывается лишением свободы на срок от двух лет до пяти лет. (2) В случае совершения самоубийства лицо, причастное к такому деянию, приговаривается к лишению свободы на срок от четырех лет до десяти лет. (3) Лицо, открыто подстрекающее других к самоубийству, наказывается лишением свободы на срок от трех лет до восьми лет. (5) Лица, побуждающие других лиц, не способных понять значение и последствия совершаемого действия, к самоубийству или принуждающие человека к самоубийству под угрозой, признаются виновными в тяжком убийстве. | [ 112 ]         |
| Украина              | Законно      | Незаконно                     | Незаконно              | Статья 120. Доведение до самоубийства 1. Доведение лица до самоубийства или до покушения на самоубийство, что является следствием жестокого с ним обращения, шантажа, систематического унижения его человеческого достоинства или систематического противоправного принуждения к действиям, которые противоречат его воли, склонение к самоубийству, а также иных действий, способствующих совершению самоубийства, наказываются ограничением свободы на срок до трех лет или лишением свободы на тот же срок. 2. То же деяние, совершенное в отношении лица, находившегося в материальной либо иной зависимости от виновного, или в отношении двух или более лиц, наказывается ограничением свободы на срок до пяти лет или лишением свободы на тот же срок. 3. Деяние, предусмотренное частями первой или второй настоящей статьи, если оно было совершено в отношении несовершеннолетнего, наказывается лишением свободы на срок от семи до десяти лет. |                 |
| Великобритания       | Законно      | Незаконно                     | Незаконно              | Уголовная ответственность за соучастие в самоубийстве другого лица [F1](1) Лицо ("D") совершает преступление, если (a) D совершает действие, способное побудить или помочь совершить самоубийство или попытку самоубийства другого лица, и (b) действие D было направлено на поощрение или содействие самоубийству или попытке самоубийства. (1A) Лицо, указанное в подразделе (1)(a), не обязательно должно быть конкретным лицом (или группой лиц), известным D или идентифицированным им. (1B) D может совершить преступление по данному разделу независимо от того, произошло самоубийство или попытка самоубийства или нет. (1С) Преступление, предусмотренное данным разделом, может быть рассмотрено по обвинительному заключению, и лицо, осужденное за такое преступление, наказывается тюремным заключением на срок не более 14 лет. (2) Если при рассмотрении обвинения в убийстве или непредумышленном убийстве [F2] человека будет доказано, что умерший человек совершил самоубийство, а обвиняемый совершил преступление согласно подразделу (1) в связи с этим самоубийством, присяжные могут признать обвиняемого виновным в преступлении согласно подразделу (1). (3) Постановления, упомянутые в первой графе Первого приложения к настоящему Закону, имеют силу с учетом поправок, предусмотренных во второй графе (которые сохраняют в отношении преступлений по данному разделу прежнее действие этих постановлений в отношении убийства или непредумышленного убийства). (4). . . [F3] производство по делу о преступлении, предусмотренном настоящим разделом, не может быть возбуждено иначе как с согласия Генерального прокурора. | [ 113 ] [ 114 ] |

### Океания
| Страна/регион               | Законность   | Законность                                                                       | Законность                                                                       | Наказание | Примечания |
| Страна/регион               | Самоубийство | Ассистированный врачом суицид                                                    | Добровольная эвтаназия                                                           | Наказание | Примечания |
| --------------------------- | ------------ | -------------------------------------------------------------------------------- | -------------------------------------------------------------------------------- | --- | ---------- |
| Американское Самоа          | Законно      | Незаконно                                                                        | Незаконно                                                                        | 46.3506 Склонение к самоубийству (a) Лицо виновно в склонении к самоубийству, если оно намеренно заставляет или помогает другому лицу совершить попытку самоубийства, или если оно намеренно помогает другому лицу совершить самоубийство. (b) Склонение к самоубийству является уголовным преступлением класса D. | [ 115 ]    |
| Австралия                   | Законно      | Законно, за исключением Северной территории и Австралийской столичной территории | Законно, за исключением Северной территории и Австралийской столичной территории | См. также: Самоубийства в Австралии и Эвтаназия в Австралии |            |
| Фиджи                       | Законно      | Незаконно                                                                        | Незаконно                                                                        | 199.- (1) Лицо, которое по злому умыслу причиняет смерть другому человеку в результате противоправного действия или бездействия, виновно в убийстве: При условии, что для лица, действующего во исполнение пакта о самоубийстве, заключенного между ним и другим лицом, убийство другого лица является непредумышленным. (2) Если доказано, что лицо, обвиняемое в убийстве другого лица, убило его, защита должна доказать, что обвиняемое лицо действовало во исполнение пакта о самоубийстве, заключенного между ним и другим лицом. (3) В данном разделе «пакт о самоубийстве» означает общее соглашение между двумя или более лицами, целью которого является смерть каждого из них, независимо от того, собирается ли каждый из них лишить себя жизни, но ничто, совершенное лицом, заключившим пакт о самоубийстве, не должно рассматриваться как совершенное им во исполнение пакта, если только оно не совершено в то время, когда у него есть твердое намерение умереть во исполнение пакта. | [ 116 ]    |
| Гуам                        | Законно      | Незаконно                                                                        | Незаконно                                                                        | Неизвестно |            |
| Новая Зеландия              | Законно      | Законно                                                                          | Законно                                                                          | См. также: Эвтаназия в Новой Зеландии |            |
| Северные Марианские Острова | Законно      | Незаконно                                                                        | Незаконно                                                                        | Неизвестно |            |
| Палау                       | Законно      | Незаконно                                                                        | Незаконно                                                                        | Неизвестно |            |
| Папуа — Новая Гвинея        | Незаконно    | Незаконно                                                                        | Незаконно                                                                        | Статья 310. Пособничество самоубийству Лицо, которое (a) подстрекает другого к самоубийству; или (b) советует другому покончить с собой и побуждает его к этому; или (c) помогает другому совершить самоубийство, виновен в преступлении. Наказание: С учетом раздела 19 - пожизненное лишение свободы. Статья 311. Попытка совершить самоубийство Лицо, пытающееся покончить с собой, виновно в мелком правонарушении. Наказание: Лишение свободы на срок не более одного года. | [ 117 ]    |
| Самоа                       | Неизвестно   | Неизвестно                                                                       | Неизвестно                                                                       | Неизвестно |            |
| Соломоновы Острова          | Неизвестно   | Неизвестно                                                                       | Неизвестно                                                                       | Неизвестно |            |
| Токелау                     | Неизвестно   | Неизвестно                                                                       | Неизвестно                                                                       | 9. Консультирование по вопросам самоубийства Лицо, которое консультирует или склоняет человека к совершению самоубийства, либо помогает или подстрекает человека к совершению самоубийства, совершает преступление. (Наказание «не более 150 долларов штрафа или 3 месяцев тюремного заключения») | [ 118 ]    |
| Тонга                       | Неизвестно   | Неизвестно                                                                       | Неизвестно                                                                       | Неизвестно |            |
| Вануату                     | Неизвестно   | Неизвестно                                                                       | Неизвестно                                                                       | Неизвестно |            |

## Законодательство в отдельных странах

### Австралия

#### Виктория
В австралийском штате Виктория, хотя само самоубийство больше не является преступлением, человек, выживший после попытки самоубийства, может быть обвинён в непредумышленном убийстве. Кроме того, преступлением считается консультирование, подстрекательство или помощь и пособничество другому человеку в попытке самоубийства, в то время как закон прямо разрешает любому человеку использовать «такую силу, которая может быть разумно необходима», чтобы предотвратить смерть другого человека от самоубийства.
29 ноября 2017 года в штате Виктория был принят Закон о добровольной помощи при смерти, согласно которому врач может помочь неизлечимо больному пациенту, которому осталось жить менее шести месяцев, покончить с жизнью. Закон вступил в силу 19 июня 2019 года.

#### Квинсленд
17 сентября 2021 года штат Квинсленд принял Закон о добровольной помощи при смерти 2021 года. Закон вступил в силу 1 января 2023 года.

#### Законодательство, декриминализирующее самоубийство в штатах и территориях Австралии
| Штат                               | Законодательство                                                                                                |
| ---------------------------------- | --- |
| Австралийская столичная территория | Закон о преступлениях 1900 года (ACT) s 16                                                                      |
| Новый Южный Уэльс                  | Закон о преступлениях 1900 года (NSW) s 31A                                                                     |
| Северная территория                | Уголовный кодекс (NT) s 186 (отменён)                                                                           |
| Квинсленд                          | Уголовный кодекс 1899 (Qld) s 312 (отменён Законом о внесении поправок в уголовное законодательство (1979) s 4) |
| Южная Австралия                    | Сводный закон о нормах уголовного права 1932 года (SA) s 13A                                                    |
| Тасмания                           | Уголовный кодекс 1924 года (Tas) s 163                                                                          |
| Виктория                           | Закон о преступлениях 1958 года (Vic) s 6A                                                                      |
| Западная Австралия                 | Уголовный кодекс 1899 года (WA) s 289 (отмёнен Законом о внесении поправок в Уголовный кодекс 1972 года s 10)   |

### Канада
Преступления по общему праву, такие как попытка самоубийства и помощь в самоубийстве, были закреплены в Канаде, когда парламент принял Уголовный кодекс в 1892 году. Максимальное наказание за них составляло 2 года лишения свободы. Восемьдесят лет спустя, в 1972 году, парламент отменил преступление, связанное с попыткой самоубийства, из Уголовного кодекса на том основании, что правовой сдерживающий фактор был излишним. Запрет на помощь в самоубийстве остался в виде статьи 241 Уголовного кодекса:
Консультирование или помощь в самоубийстве
Каждый, кто советует лицу совершить самоубийство или помогает или подстрекает человека к совершению самоубийства, независимо от того, произошло самоубийство или нет, виновен в совершении уголовно наказуемого преступления и подлежит тюремному заключению на срок не более четырнадцати лет.
Однако закон против ассистированного самоубийства, включая ассистированный врачом суицид, был предметом долгих дебатов, включая два отчёта Комиссии по реформе законодательства Канады в 1982 и 1983 годах, хотя они не поддержали изменение закона.
В 1993 году преступление, связанное с ассистированным самоубийством, было оспорено в Верховном суде Канады в деле Родригес против Британской Колумбии (Генеральный прокурор). Истице, Сью Родригес, в начале 1991 года был поставлен диагноз бокового амиотрофического склероза (БАС). Она хотела иметь возможность уйти из жизни покончив с собой в выбранное ею время, но для этого ей требовалась помощь, поскольку её физическое состояние не позволяло ей сделать это без посторонней помощи. Большинством голосов 5-4 суд постановил, что запрет на ассистированное самоубийство не нарушает Статья 7 Канадской хартии прав и свобод, которая обеспечивает конституционную защиту свободы и безопасности личности. Большинство постановило, что хотя закон и затрагивает эти права, но делает это в соответствии с принципами фундаментальной справедливости. Большинство также постановило, что запрет на ассистированный суицид не нарушает запрет Хартии на жестокое и необычное обращение или наказание. Если предположить, что запрет действительно дискриминирует по признаку инвалидности, большинство постановило, что это нарушение является оправданным ограничением.
В 1995 году Сенат опубликовал доклад о ассистированном суициде под названием О жизни и смерти. В 2011 году Королевское общество Канады опубликовало свой отчёт о принятии решений в конце жизни. В отчёте рекомендуется внести изменения в Уголовный кодекс, чтобы разрешить помощь при смерти при определённых обстоятельствах. В 2012 году Специальный комитет Национального собрания Квебека по вопросам достойной смерти подготовил доклад, в котором рекомендовалось внести поправки в законодательство, с тем чтобы признать медицинскую помощь при смерти в качестве надлежащего компонента ухода в конце жизни. Этот доклад привёл к принятию Закона об уходе по окончании жизни, который вступил в силу 10 декабря 2015 года.
15 июня 2012 года в деле Картер против Канады (AG) Верховный суд Британской Колумбии постановил, что уголовное преступление, запрещающее помощь врача при самоубийстве, является неконституционным на том основании, что отказ людям в доступе к помощи при самоубийстве в тяжёлых случаях противоречит гарантии равенства, закреплённой в разделе 15 Хартии прав и свобод. Впоследствии это решение было отменено большинством Апелляционного суда Британской Колумбии (2:1) на основании того, что этот вопрос уже был решён Верховным судом Канады в деле Родригес, со ссылкой на судебный прецедент.
Знаковое решение Верховного суда Канады от 6 февраля 2015 года отменило решение Родригес от 1993 года, которое запрещало этот способ смерти. Единогласное решение по дальнейшей апелляции по делу Картер против Канады (AG) гласило, что полный запрет на смерть с врачебной помощью является неконституционным. Постановление суда ограничивает оправдание врачей, занимающихся ассистированием при смерти, тяжёлыми случаями «дееспособного взрослого человека, который ясно даёт согласие на прекращение жизни и имеет тяжёлое и непоправимое медицинское состояние, включая болезнь, заболевание или инвалидность, которое вызывает продолжительные страдания, непереносимые для человека в обстоятельствах его состояния». Действие постановления было приостановлено на 12 месяцев, чтобы дать возможность канадскому парламенту разработать новый конституционный закон взамен существующего.
В частности, Верховный суд постановил, что действующее законодательство является чрезмерно обширным, поскольку оно запрещает «смерть с врачебной помощью для совершеннолетнего дееспособного человека, который (1) ясно даёт согласие на прекращение жизни и (2) имеет тяжёлое и непоправимое медицинское состояние (включая болезнь, заболевание или инвалидность), которое вызывает продолжительные страдания, невыносимые для человека в обстоятельствах его состояния». Решение суда включает требование о том, что должны быть установлены жёсткие ограничения, которые «скрупулёзно контролируются». Это необходимо для того, чтобы свидетельство о смерти заполнялось независимым медицинским экспертом, а не лечащим врачом, для обеспечения точности указания причины смерти.
В ноябре 2015 года избранное федеральное правительство впоследствии попросило продлить срок реализации закона на шесть месяцев; аргументы по этому запросу были заслушаны в Верховном суде в январе 2016 года.
Канадская медицинская ассоциация (CMA) сообщила, что не все врачи будут готовы помочь пациенту умереть. В конце 2015 года считалось, что ни один врач не будет принуждён к этому. CMA уже предлагала своим членам образовательные сессии, посвящённые процессу, который будет использоваться после введения в действие законодательства.

### Индия
Раздел 309 Уголовного кодекса Индии предусматривает наказание за попытку самоубийства. Закон об охране психического здоровья 2017 года значительно ограничивает возможности применения этого кодекса. Законопроект гласит: «Лицо, пытающееся совершить самоубийство, считается, если не доказано обратное, страдающим тяжелым стрессом и не подлежит суду и наказанию в соответствии с указанным Кодексом». Правительства штатов обязаны обеспечить надлежащий уход и реабилитацию таких лиц, чтобы предотвратить повторение попытки самоубийства. Фактически это означает госпитализацию несостоявшегося суициданта в психиатрическую больницу.

### Иран
Акт самоубийства не был криминализирован в уголовном законодательстве Исламской Республики Иран. Однако никому не разрешается просить другого убить его/ее. Кроме того, угрозы покончить с собой не являются правонарушением по закону, однако если эти угрозы совершает заключённый в тюрьме, то это будет считаться нарушением тюремных правил, и преступник может быть наказан в соответствии с уголовным законодательством.
В соответствии с Законом 836 гражданского законодательства Исламской Республики Иран, если самоубийца готовится к самоубийству, пишет завещание и умирает, то по закону завещание считается недействительным. А если самоубийца не умирает, то завещание официально признаётся и может быть исполнено.
Согласно теории «заимствованного преступления», поскольку самоубийство само по себе не является преступлением в уголовном праве, следовательно, любой вид помощи в самоубийстве человека не считается преступлением, и помощник не наказывается. Помощь в самоубийстве считается преступлением только тогда, когда она становится «причиной» смерти самоубийцы; например, когда кто-то пользуется неосведомлённостью или простотой другого человека и убеждает его покончить с собой. В таких случаях помощь в самоубийстве рассматривается как убийство, и преступник несёт соответствующее наказание. Кроме того, помощь в самоубийстве считается преступлением в соответствии со 2 разделом 15 Закона о киберпреступлениях Исламской Республики Иран, который был принят 15 июня 2009 года. Согласно указанному закону, любой вид поощрения, стимулирования, призыва, упрощения доступа к смертельным веществам и/или методам и обучения самоубийству с помощью компьютера или любой другой медиа-сети считается помощью в самоубийстве и, таким образом, наказывается тюремным заключением от 91 дня до 1 года или штрафами от 5 до 20 миллионов иранских риалов или тем и другим.

### Ирландия
Попытка самоубийства не является уголовным преступлением в Ирландии, и, согласно ирландскому законодательству, самоповреждение, как правило, не рассматривается как форма попытки самоубийства. Оно было декриминализировано в 1993 году. «И эвтаназия, и ассистированный суицид являются незаконными по ирландскому законодательству. В зависимости от обстоятельств, эвтаназия рассматривается как непредумышленное убийство или убийство и наказывается тюремным заключением вплоть до пожизненного.»

### Малайзия
Согласно разделу 309 Уголовного кодекса Малайзии, любой, кто пытается совершить самоубийство или совершает любые действия, направленные на совершение такого преступления, наказывается тюремным заключением на срок до одного года или штрафом, или тем и другим.

### Нидерланды
В Нидерландах присутствие и моральная поддержка при самоубийстве не является преступлением, равно как и предоставление общей информации о способах самоубийства. Однако участие в подготовке или совершении самоубийства, включая предоставление смертоносных средств или инструктаж по их использованию, является преступлением. (Исключением может быть ассистированный врачом суицид. См. Эвтаназия в Нидерландах).

### Новая Зеландия
Как и во многих других западных обществах, в Новой Зеландии в настоящее время нет законов, запрещающих самоубийство как личный акт без посторонней помощи. Ассистированный суицид и добровольная эвтаназия будут разрешены при определённых обстоятельствах с ноября 2021 года.

### Норвегия
Самоубийство или попытка самоубийства не являются незаконными в Норвегии. Однако соучастие является таковым.

### Румыния
Само самоубийство не является незаконным в Румынии, однако поощрение или помощь в самоубийстве другого человека является уголовным преступлением и наказывается лишением свободы на срок до 7, 10 или 20 лет в зависимости от обстоятельств.

### Россия
В России, а также в большинстве постсоветских государств гражданин с психическим расстройством, представляющий непосредственную опасность для себя или окружающих, может быть недобровольно помещён в психиатрическую больницу. Попытка суицида является одним из оснований для госпитализации в психиатрический стационар; кроме того, уже после освобождения на такого гражданина могут быть наложены медицинские ограничения в виде недопущения к управлению автомобилем и ряда ограничений по трудоустройству.
На практике часто госпитализируют несостоявшихся суицидентов, ставших возмутителями спокойствия. В частности, к суициденту, задержанному полицией и доставленному в полицейское отделение, вызывают бригаду скорой медицинской помощи, в составе которой имеется дежурный психиатр, и он определяет, подлежит ли этот гражданин недобровольной госпитализации. Если задержанного признают опасным для него самого или общества, он доставляется в психиатрическую больницу.
В крупных городах в психиатрических больницах обычно есть отделение суицидологии, вдали же от крупных городов, где в психиатрических больницах такие отделения отсутствуют, суицидентов содержат сначала в наблюдательных палатах, а затем в обычных. Чаще всего недобровольное пребывание в стационаре длится один месяц, в редких случаях меньше или больше.
Склонение и доведение до самоубийства
Доведение лица до самоубийства или до покушения на самоубийство путём угроз, жестокого обращения или систематического унижения наказывается принудительными работами на срок до пяти лет либо лишением свободы на срок от двух до шести лет (статья 110 Уголовного кодекса Российской Федерации).
Федеральный закон Российской Федерации № 139-ФЗ от 28 декабря 2013 года предписывает цензуру информации о способах самоубийства в Интернете. По данным сайта, созданного Пиратской партией России, некоторые страницы с шутками о самоубийствах были внесены в чёрный список, что могло привести к блокировке IP-адреса Wikia.

### Сингапур
Самоубийство декриминализировано с 5 мая 2019 года, с принятием Закона о реформе уголовного законодательства, который отменил статью 309 Уголовного кодекса Сингапура. Закон вступил в силу 1 января 2020 года.

### ЮАР
Южноафриканские суды, включая Апелляционный отдел, постановили, что самоубийство и попытка самоубийства не являются преступлениями по римско-голландскому праву, и если они когда-либо и были преступлениями, то были отменены в результате неиспользования. Попытка самоубийства была преступлением в Транскее с 1886 по 1968 год в соответствии с Уголовным кодексом Транскейских территорий.

### Великобритания

#### Англия и Уэльс
Законы против самоубийства (и попыток самоубийства) преобладали в английском общем праве до 1961 года. Английское право воспринимало самоубийство как аморальное, уголовное преступление против Бога, а также против короны. Впервые самоубийство стало незаконным в 13 веке. До 1822 года имущество человека, умершего от самоубийства, могло быть конфисковано в пользу короны.
Самоубийство перестало считаться уголовным преступлением после принятия Закона о самоубийстве 1961 года; этот же закон признал преступлением помощь в самоубийстве. Что касается гражданского права, простой акт самоубийства является законным, но последствия смерти от самоубийства могут превратить отдельное событие в незаконное действие, как в деле Reeves v Commissioners of Police of the Metropolis (2000) 1 AC 360, где мужчина, находившийся под стражей в полиции, повесился и был признан ответственным в равной степени с полицией (дефект двери в камере позволил ему повеситься) за убытки, понесённые его вдовой; практическим эффектом было снижение ответственности полиции за ущерб на 50 %. В 2009 году Палата лордов постановила, что закон, касающийся обращения с людьми, сопровождающими тех, кто умер в результате ассистированного самоубийства, неясен, после того как Дебби Перди заявила, что отсутствие ясности нарушает её права человека. (В её случае, будучи больной рассеянным склерозом, она хотела знать, будет ли её муж подвергаться преследованию за сопровождение её за границу, где она, возможно, пожелает умереть в результате ассистированного самоубийства, если её болезнь будет прогрессировать).

#### Шотландия
Самоубийство, совершённое только с участием умершего лица, само по себе не является уголовным преступлением по шотландскому законодательству и не имело места в современной истории. Однако попытка самоубийства может рассматриваться как нарушение общественного порядка, если она не совершается в частном порядке; об этом регулярно сообщается в случаях, когда люди угрожают самоубийством в районах, часто посещаемых населением. Закон о самоубийстве 1961 года применяется только к Англии и Уэльсу, однако в соответствии с шотландским законодательством лицо, содействующее самоубийству, может быть обвинено в убийстве, убийстве с отягчающими обстоятельствами или в отсутствии правонарушения в зависимости от обстоятельств каждого дела. Несмотря на то, что суицид не является уголовным преступлением, вытекающая из этого ответственность лица за попытку самоубийства (или, в случае успеха, за его/её имущество) может возникать в соответствии с гражданским правом, если она совпадает с гражданской ответственностью, признанной в (английском праве) деле Ривз, упомянутом выше.

### США
Исторически сложилось так, что различные штаты квалифицировали самоубийство как уголовное преступление, но эта политика редко применялась. В конце 1960-х годов в 18 штатах США не было законов против самоубийств. В США не было законов, запрещающих самоубийство. К концу 1980-х годов в 30 из 50 штатов не было законов против самоубийств или попыток самоубийства, но в каждом штате были законы, согласно которым помощь, совет или призыв другого человека к самоубийству считались уголовным преступлением. К началу 1990-х годов только в двух штатах самоубийство все ещё считалось преступлением, и с тех пор эта классификация была отменена. В некоторых штатах США самоубийство по-прежнему считается неписаным «преступлением по общему праву», как указано в комментариях Блэкстоуна. (Так постановил Верховный суд штата Вирджиния в 1992 году. Wackwitz v. Roy, 418 S.E.2d 861 (Va. 1992)). Как преступление по общему праву, самоубийство может препятствовать возмещению ущерба семье покойного самоубийцы в судебном процессе, если только не будет доказано, что самоубийца был «в здравом уме». Иными словами, необходимо доказать, что самоубийство было непроизвольным действием жертвы, чтобы суд мог присудить семье денежную компенсацию. Это может произойти, когда семья умершего подаёт в суд на лицо, осуществляющее уход (возможно, тюрьму или больницу), за халатность при неоказании надлежащего ухода. Некоторые американские правоведы рассматривают этот вопрос как вопрос личной свободы. По словам Надин Строссен, бывшего президента ACLU, «идея о том, что правительство будет принимать решения о том, как вы закончите свою жизнь, принуждая вас… может считаться жестоким и необычным наказанием при определённых обстоятельствах, и судья Стивенс в очень интересном заключении по делу о праве на смерть привёл такую аналогию». Ассистированный врачом суицид разрешён в некоторых штатах. Он является законным в штате Орегон для неизлечимо больных в соответствии с Законом Орегона о смерти с достоинством. В штате Вашингтон ассистированный врачом суицид стал легальным в 2009 году, когда был принят закон по образцу закона штата Орегон, Вашингтонского закона о смерти с достоинством. Пациент должен иметь диагноз, согласно которому ему осталось жить менее шести месяцев, быть в здравом уме, подать устное и письменное заявление, получить одобрение двух разных врачей, затем подождать 15 дней и подать заявление снова. Врач может назначить смертельную дозу лекарства, но не может её ввести.
В Калифорнии медицинские учреждения имеют право или обязаны направлять на обследование и лечение любого человека, который, по их мнению, склонен к самоубийству. Фактически это обозначает, что задержанный полицией несостоявшейся суицидант должен быть в дальнейшем госпитализирован в психиатрическую больницу, где должно быть принято решение об его выписке в случае признания врачебной комиссией факта, что склонность к суициду ликвидирована и такой опасности больше нет.
В Мэриленде вопрос о том, является ли самоубийство незаконным, остаётся открытым. В 2018 году мужчина из Мэриленда был осуждён за попытку самоубийства.
В штате Нью-Йорк в 1917 году самоубийство было «тяжким общественным преступлением», а попытка совершить самоубийство считалась уголовным преступлением и каралась максимальным наказанием в виде двух лет тюремного заключения.

#### Федеральное законодательство
В 2004 году Конгресс принял Мемориальный закон Гаррета Ли Смита (GLSMA). GLSMA впервые предоставил федеральное финансирование штатам, племенам и колледжам по всей стране для реализации программ предотвращения суицида среди молодежи и молодых взрослых на уровне общин. Многие из этих программ преследовали цели, основанные на Национальной стратегии предотвращения самоубийств, разработанной в 2001 году, включая усиление профилактики на уровне общин и снижение стигмы.
В октябре 2020 года вступил в силу Закон о создании национальной горячей линии для самоубийц. Этот закон устанавливает переход от 10-значного номера горячей линии к универсальному 3-значному номеру горячей линии, который должен быть знаком и узнаваем для всех. Кроме того, в мае 2021 года Закон о предотвращении самоубийств прошел Палату представителей и в настоящее время рассматривается Сенатом. Этот закон санкционирует пилотную программу по усилению наблюдения за случаями членовредительства и создаст программу грантов для предоставления большего количества услуг по предотвращению членовредительства и самоубийств по всей стране.

#### Калифорния
За последние несколько лет в штате Калифорния было внесено несколько законопроектов, связанных с самоубийствами, большинство из которых касаются молодежи. В 2016 году был принят Билль Ассамблеи 2246, который обязывал школьные округа иметь политику предотвращения суицида, учитывающую потребности учащихся 7-12 классов, подверженных наибольшему риску. С тех пор в этот законопроект дважды вносились поправки. Сначала, в 2018 году, был принят AB 2639, который требовал от школьных округов обновлять свою политику раз в пять лет. Затем, в 2019 году, был принят AB 1767. В связи с этой поправкой школьные округа, обслуживающие детские сады и 6-е классы, также должны будут иметь политику предотвращения самоубийств.
Наконец, также в 2019 году губернатор подписал AB 984. Данный Билль позволяет людям отправлять излишки налоговых платежей в специальный Фонд предотвращения самоубийств. Этот фонд должен выделять гранты и помогать финансировать кризисные центры.

#### Юта
Штат Юта на сегодняшний день принял больше всего биллей, связанных с предотвращением самоубийств, в общей сложности 21 билль, связанный с суицидом. Многие из этих законопроектов касаются предотвращения самоубийств в школах, включая тренинги для всего школьного персонала (HB 501), гранты для программ в начальных школах по предотвращению самоубийств среди сверстников (HB 346), а также расширение сферы охвата, чтобы включить риск суицида среди молодежи, не принятой семьей, особенно ЛГБТК-молодежи (HB 393). Другие законопроекты включают такие темы, как повышенное внимание к предотвращению самоубийств при лечении наркомании (HB 346), услуги по уходу из жизни (HB 336) и программы по предотвращению самоубийств, связанных с использованием огнестрельного оружия (HB 17). Более того, Отдел по злоупотреблению психоактивными веществами и психическому здоровью штата Юта (DSAMH) проводит политику Ноль самоубийств, используя её в качестве основы для руководства своими решениями.